# Estación de Pinheiro da Bemposta
La Estación de Pinheiro da Bemposta es una plataforma de la línea del Vouga, que sirve a la localidad de Pinheiro da Bemposta, en el distrito de Aveiro, en Portugal.

## Características y servicios

### Localización y accesos
La Estación se encuentra en la periferia de la localidad de Pinheiro da Bemposta, siendo el acceso de transporte asegurado por un ramal de la Ruta Nacional 224-3, que cruza la línea del Vouga en una paso a nivel en las proximidades de la estación.

### Servicios
Esta estación tan solo es utilizada por servicios regionales del operador Comboios de Portugal.

## Historia
Esta plataforma se encontraba nombrada en el anteproyecto del tramo entre Espinho y el Río Caima del ferrocarril del Valle del Vouga, presentado en 1894.
El tramo entre Oliveira de Azeméis y Sernada do Vouga, en el cual esta estación se inserta, abrió a la explotación en 1911.